# Cekavica
Cekavica (cyr. Цекавица) – wieś w Serbii, w okręgu jablanickim, w gminie Lebane. W 2011 roku liczyła 471 mieszkańców.